# January Jones
Pour les articles homonymes, voir Jones.
January Jones est une actrice américaine, née January Kristen Jones, le 5 janvier 1978 à Sioux Falls (Dakota du Sud).
Elle est principalement connue pour son rôle de Betty Draper dans la série Mad Men.

## Biographie

### Famille et études
Fille de Karen, gérante d'un magasin d'articles de sports Scheels, et Marvin Jones, entraîneur, professeur de gymnastique et directeur de fitness, January Kristen Jones est née à Sioux Falls, dans le Dakota du Sud,,. Elle a des origines tchèque, danoise, anglaise, galloise et allemande. Son nom lui vient du personnage January Wayne du roman de Jacqueline Susann, Once Is Not Enough. Elle a deux sœurs, Jacey et Jina. Elle a passé une grande partie de son enfance dans Hecla, dans le Dakota du Sud, où sa famille a déménagé en 1979.
Elle a étudié à la Roosevelt High School et a commencé sa carrière comme mannequin.

### Carrière

#### Débuts

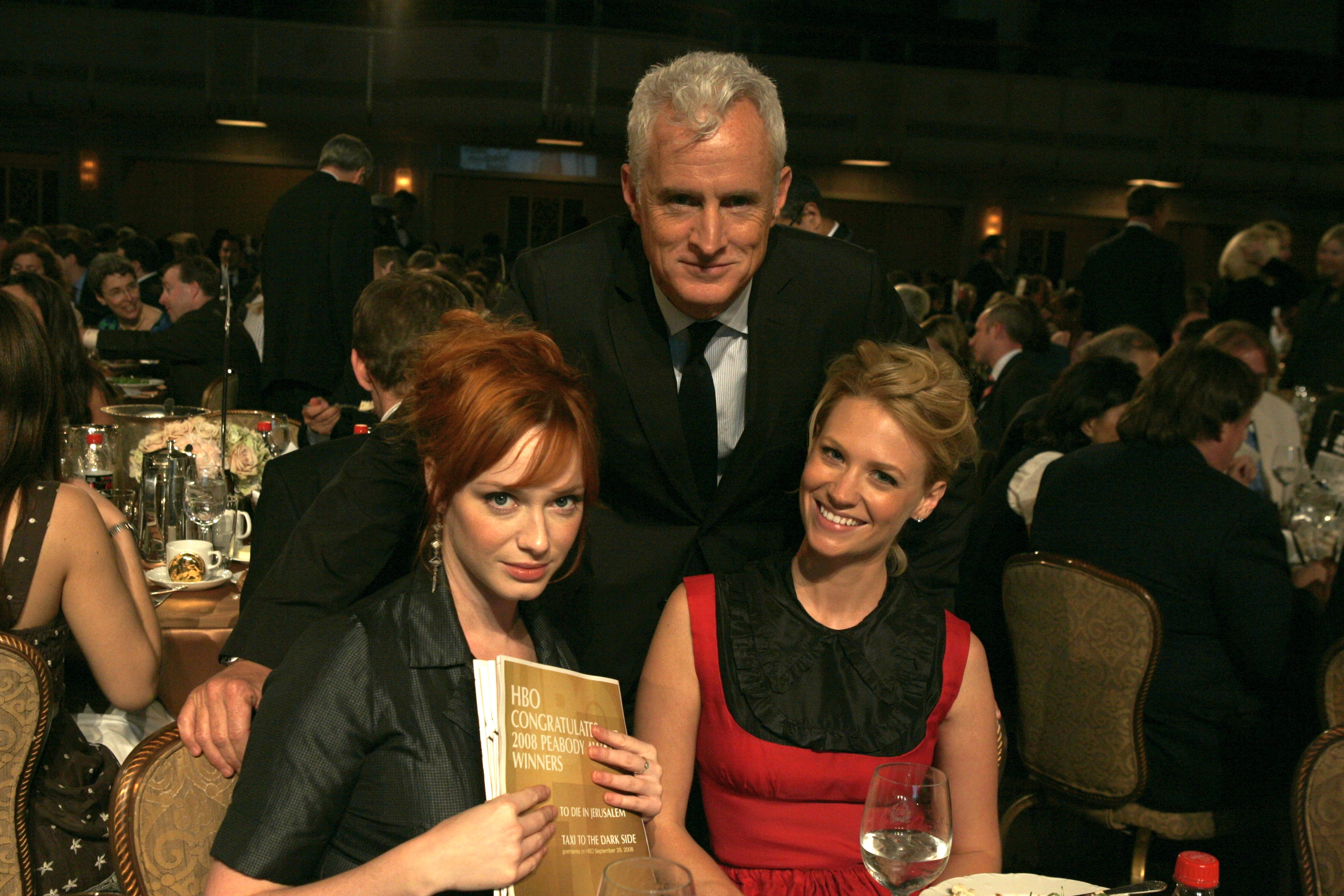
Aux côtés de Christina Hendricks et John Slattery, ses partenaires dans Mad Men, aux 67^{es} Peabody Awards, en juin 2008.

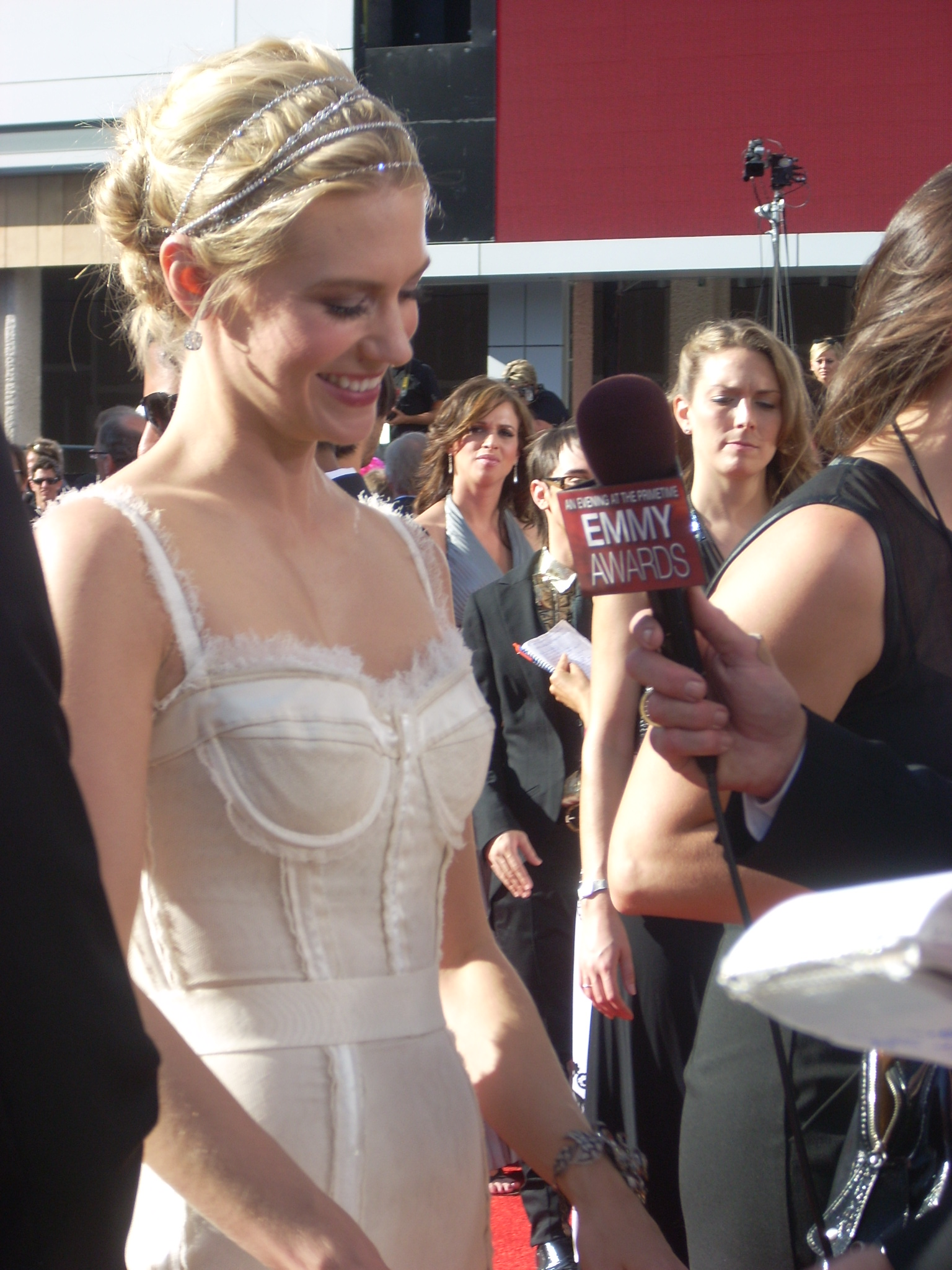
L'actrice en septembre 2008.

January Jones débute par des seconds rôles dans des comédies potaches : American Pie : Marions-les ! (2003), Self Control (Anger Management) (2003), Love Actually et Dirty Dancing 2, aux côtés de Romola Garai. 
En 2005, sa participation au western crépusculaire Trois enterrements, réalisé par Tommy Lee Jones, lui permet de passer à un registre plus dramatique. Évolution poursuivie en 2006 avec le biopic We Are Marshall, où elle campe le rôle de Carol Dawson, la femme d'un entraîneur de football américain. La même année, elle passe à la télévision en interprétant un personnage récurrent dans la série dramatique Huff. Son interprétation d'une belle jeune femme perturbant le héros durant trois épisodes, lui permet de livrer une performance séductrice et intrigante. Cette percée à la télévision s'avère cruciale.
L'année suivante, elle fait partie de la distribution principale d'une nouvelle série dramatique, Mad Men. Le programme est acclamé par la critique, et malgré de très faibles audiences, est renouvelé. L'actrice prête ses traits à la glaçante Betty Draper durant 7 saisons. Son interprétation lui vaut deux nominations aux Golden Globes et une aux Emmy Awards, en 2009 et 2010.
Le personnage devient iconique et permet à l'actrice de connaître une exposition médiatique capitalisant sur ses années de mannequinat : elle pose en 2009 dans une série de photographies de Terry Richardson, et fait une apparition remarquée dans la comédie dramatique Good Morning England. Début 2011, elle pose pour Guy Aroch, puis nue devant Mario Testino en devenant l'égérie publicitaire de la marque Versace.

#### Confirmation
Alors que la série parvient enfin à s'installer au niveau des audiences, elle revient au grand écran : en 2011, elle tient le second rôle féminin du thriller Sans identité de Jaume Collet-Serra, avec Liam Neeson, qui divise la critique, mais fonctionne commercialement. La même année, elle est surtout à l'affiche du blockbuster X-Men : Le Commencement, co-écrit et réalisé par le britannique Matthew Vaughn. Si le film est un succès critique et commercial international, son interprétation du personnage d'Emma Frost est très décriée.
En 2012, le thriller d'action Le Pacte de Roger Donaldson, avec Nicolas Cage dans le rôle principal, est un échec critique et commercial.
En 2013, elle est à l'affiche du western indépendant Shérif Jackson (Sweetwater) de Logan Miller, aux côtés de Ed Harris, qui lui permet enfin de convaincre les critiques, en jeune veuve assoiffée de vengeance. Et en 2014, elle tient le premier rôle féminin du thriller Good Kill d'Andrew Niccol. Le film convainc la critique, mais échoue commercialement.
Alors que Mad Men touche à sa fin, c'est à la télévision qu'elle parvient à rebondir en rejoignant la comédie post-apocalyptique The Last Man on Earth, lancée début 2015 sur la chaîne FOX. Le programme est cependant arrêté début 2018, au bout de quatre saisons, faute d'audience.

## Vie privée
Après avoir fréquenté Ashton Kutcher durant trois ans à partir de février 2001, January Jones a été en couple avec Josh Groban de 2003 à 2006. En 2009, elle annonce qu'elle rejoint l'ONG Oceana en tant que porte-parole de célébrités, travaillant pour sauver les requins en voie de disparition.
Elle a donné naissance à son premier enfant le 13 septembre 2011, un garçon nommé Xander Dane Jones.

## Filmographie

### Cinéma
- 1999 : It's the Rage (en) de James D. Stern : Janice Taylor[19]
- 2001 : La Prison de verre (The Glass House) de Daniel Sackheim : Une fille
- 2001 : Bandits de Barry Levinson : Claire, dit « Pink Boots »
- 2002 : Jeux Pervers (Taboo) de Max Makowski : Elizabeth
- 2002 : Full Frontal de Steven Soderbergh : Tracy
- 2003 : Self Control (Anger Management) de Peter Segal : Gina
- 2003 : American Pie : Marions-les ! (American Wedding) de Jesse Dylan : Candice Flaherty
- 2003 : Love Actually de Richard Curtis : Jeannie, l'ange américain
- 2004 : Dirty Dancing 2 (Dirty Dancing: Havana Nights) de Guy Ferland : Eve
- 2005 : Trois Enterrements (The Three Burials of Melquiades Estrada) de Tommy Lee Jones : Lou Ann Norton
- 2006 : Swedish Auto de Derek Sieg : Darla
- 2006 : We Are Marshall de McG : Carol Dawson
- 2009 : Good Morning England (The Boat That Rocked) de Richard Curtis: Elenore
- 2011 : Sans identité (Unknown) de Jaume Collet-Serra : Elisabeth Harris
- 2011 : X-Men : Le Commencement (X-Men : First Class) de Matthew Vaughn : Emma Frost
- 2012 : Le Pacte (Seeking Justice) de Roger Donaldson : Laura Gerard
- 2013 : Shérif Jackson (Sweetwater) de Logan Miller : Sara
- 2014 : Good Kill d'Andrew Niccol : Molly Egan
- 2023 : God Is a Bullet de Nick Cassavetes

### Télévision
- 1999 : Sorority (Téléfilm) : Number One
- 1999 : La Famille Green (Get Real) : Jane Cohen
- 2002 : In My Life (Téléfilm) : Diane St. Croix
- 2004 : À la conquête d'un cœur 2 (Love's Enduring Promise) (Téléfilm) : Missie Davis
- 2005 : Huff (série télévisée) : Marisa Wells
- 2007 - 2015 : Mad Men (série télévisée) : Betty Draper / Francis
- 2008 : New York, police judiciaire (série télévisée) : Kim Brody
- 2015 - 2018 : The Last Man on Earth (série télévisée) : Melissa Chartres
- 2019 : The Politician (série télévisée) : Lizbeth Sloan
- 2020 : Spinning Out : Carol Baker

## Distinctions

### Récompenses
- CAMIE Award pour À la conquête d'un cœur 2 (2005)
- Lucy Award pour Mad Men (2013)

### Nominations
- Golden Globe de la meilleure actrice dans une série dramatique pour Mad Men (2009 et 2010)
- Nymphe d'or de la meilleure actrice dans une série dramatique pour Mad Men (2009 et 2010)
- Primetime Emmy Award de la meilleure actrice dans une série télévisée dramatique pour Mad Men (2010)
- Satellite Award de la meilleure actrice dans une série télévisée dramatique pour Mad Men (2010)

## Voix françaises
En France, January Jones est principalement doublée par Nathalie Karsenti.
Au Québec, Catherine Bonneau et Aline Pinsonneault l'ont doublée deux fois.